# Sarcodictyon herdmani
Sarcodictyon herdmani is een zachte koraalsoort uit de familie Clavulariidae. De koraalsoort komt uit het geslacht Sarcodictyon. Sarcodictyon herdmani werd in 1921 voor het eerst wetenschappelijk beschreven door Hickson. 